# دنیاگیری کووید-۱۹ در ایسلند
دنیاگیری کووید-۱۹ در ایسلند بخشی از دنیاگیری بیماری کروناویروس ۲۰۱۹ در جهان است. 
اولین مورد تأیید شده در ایسلند در ۲۸ فوریه ۲۰۲۰ در شهر ریکیاویک اعلام شد، وی مردی چهل ساله بود که برای اسکی به اندالو در شمال ایتالیا سفر کرده بود و در ۲۲ فوریه به خانه بازگشته بود.